# 闫楚良
闫楚良（1947年8月—），内蒙古通辽人，中国飞机结构可靠性专家，北京飞机强度研究所研究员、所长。2015年当选为中国科学院院士。

## 生平
1975年毕业于吉林大学机械科学与工程学院，1992年和1999年先后获得北京航空航天大学硕士、博士学位。